# Cadillac Gage Commando
M706 Commando — бронеавтомобіль-амфібія з колісною формулою 4×4, створений американською фірмою Cadillac Gage. Автомобіль має широке призначення, зокрема: бронетранспортер, швидка допомога, пожежний автомобіль, винищувач танків та платформа для міномета. Він почав свою службу під час В'єтнамської війни де отримав прізвище Качка або V. Також він знаходиться на озброєнні у союзників США, а також у Лівані и Саудівській Аравії яка використала машину у першій наземній операції у війні у Перській затоці. Знятий з виробництва. На його заміну прийшов M1117 Armored Security Vehicle, який був розроблений як альтернатива броньованим Хамві.

## Розробка і виробництво
Машини серії V-100 були створені на початку 1960-их підрозділом Terra-Space компанії Cadillac Gage. У 1962 Terra-Space отримала патент на автомобіль який став відомим як Commando. Перший прототип з'явився у 1963, а серійні моделі прийняті на службу у 1964.
Машина має повний привід з мостами як на вантажівках серії M34 (модифікація вантажівки M35). Бензиновий двигун Chrysler V8 має об'єм 5,9 літрів, подібний до двигуна встановленого на перших моделях бронетранспортера M113. 5-швидкісна механічна коробка передач дозволяє рухатись по пересічній місцевості. M706 має швидкість по дорозі 100 км/год, а по воді — 4,8 км/год. Броня складається з високолегованої твердої сталі, що має назву Cadaloy, яка захищає від куль калібру 7,62×51 мм НАТО. Частково через свою броню порожній  M706 важить 7 тон. Через це на задню вісь припадає найбільше навантаження. Є також можливість встановити додатковий захист від мін та осколків.
V-100 було створено у двох варіантах — з баштою та відкритим дахом. Заводський прототип був створений з баштами T-60, T-70 та T-90. T-60 мав два кулемети калібру 12 мм, два — калібру 7,62 мм або один кулемет калібру 12 мм та 7,62 мм. Кулемети калібру 7,62 мм могли бути M1919A4E1, M37, M73, M219 та MG42. Згодом додали кулемети M60 та FN MAG. Компанія Cadillac Gage також почала використовувати електромагнітний спуск на кулеметах системи Stoner 63, але після випробувань від цього відмовилися. Башта T-90 мала одну 20 мм гармату з потужним відбоєм. Башта T-70 була розроблена для поліції, мала 4 гранатомети для сльозогінного газу, триплекси для огляду на 360-градусів і не мала зброї.
Також існував варіант машини без даху. Цей варіант використовували як мобільну платформу для міномета, але можна було встановити замість міномета п'ять кулеметів.

## Серії

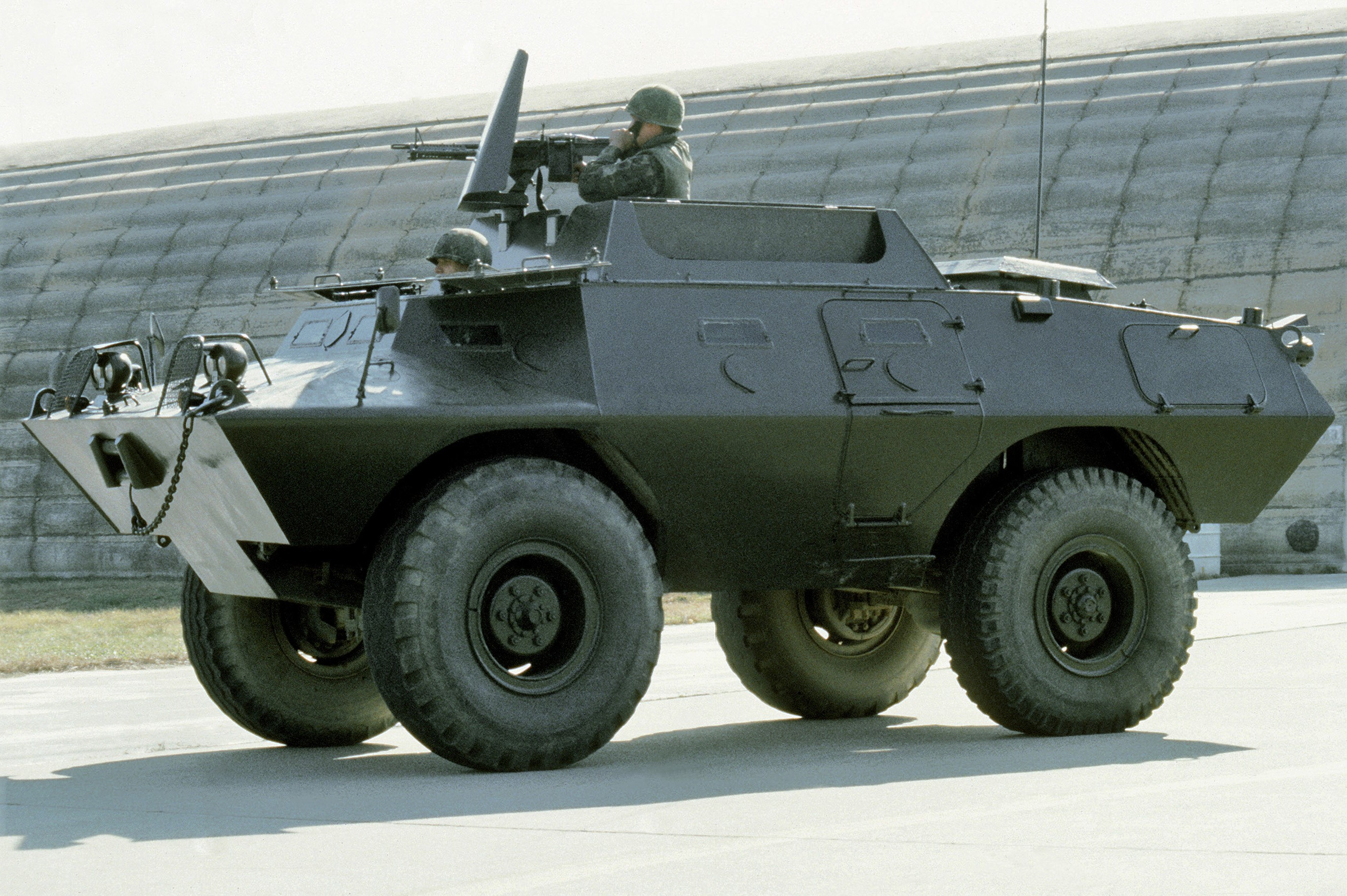
V-100

Існують три основні серії бронетранспортеру Кадилак Скаут: V-100,V-200 та V-150.
Конструкція у всіх однотипна. Бронекорпус машин зварний, виконаний з листів сталевої броні високої твердості марки XAR-30. Забезпечує захист екіпажу і десанту від куль калібру 7,62 мм, осколків снарядів і протипіхотних мін. У передній частині машини розміщено командира і водія. Двигун розташовано у задній частині корпусу зліва. У центрі машини розташовано десантне відділення. Три двохсегментних двері, що відкриваються вертикально розташовані по обидва боки і на кормовому листі. У даху також є люк. Дев'ять броньованих вікон забезпечують круговий огляд з машини. Під кожним вікном є амбразури, прикриті бронезасувками.
Підвіска коліс залежна, на листових ресорах. Усі колеса оснащені гідроамортизаторами.
На машинах усіх трьох серій встановлені карбюраторні двигуни крайслер Крайслер V-8, 210 к.с.

### Серія V-100

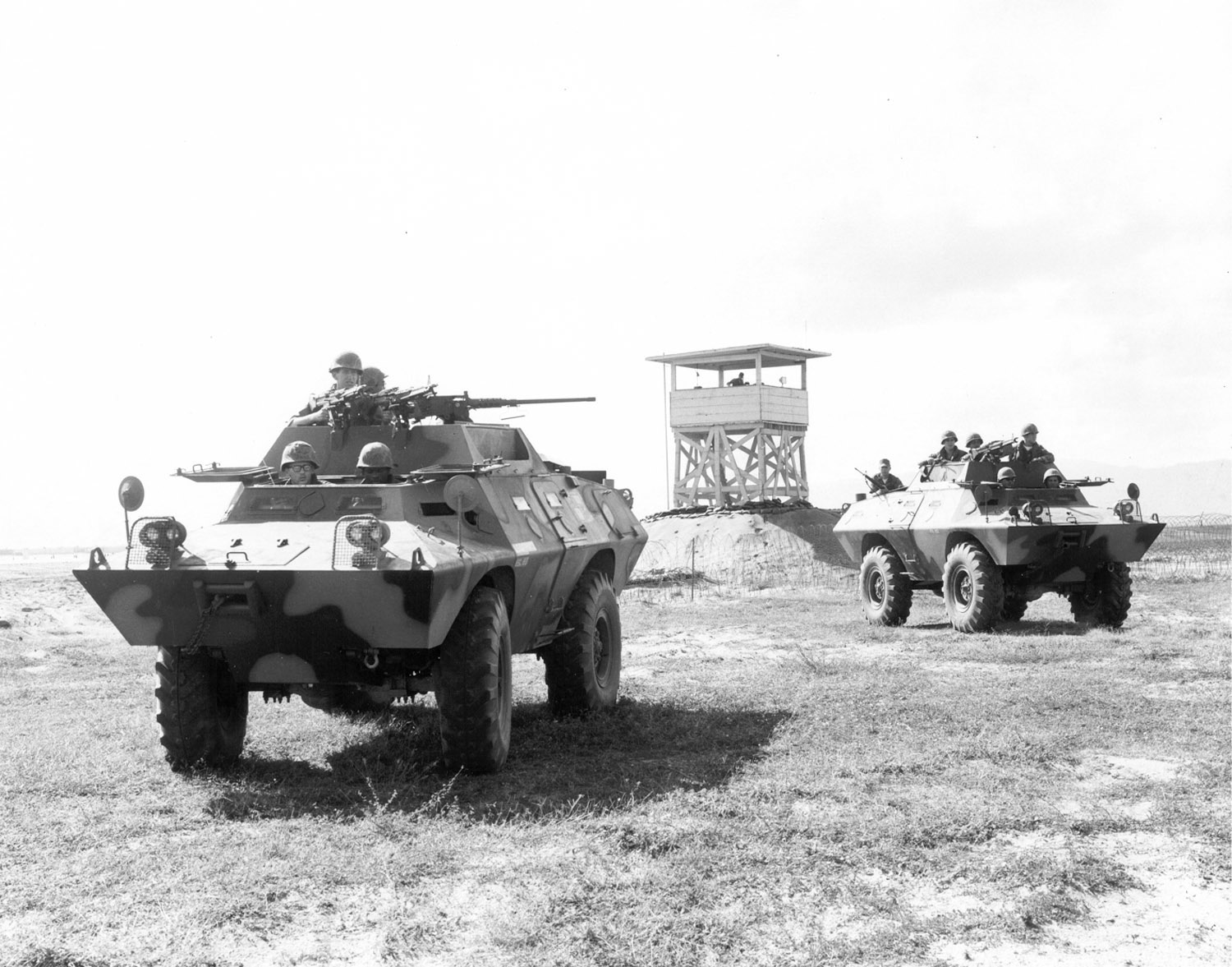

Бронетранспортери V-100 вперше були використані під час в'єтнамської війни. В цілому V-100 добре зарекомендував себе у бойових умовах, навіть не дивлячись на те, що легка конструкція не дозволяла ставити на машину важке озброєння.
Озброєння V-100 складалося з двох кулеметів калібру 7,62 мм у закритій башті або одного кулемета калібру 12,7 мм у відкритій башті.
Крім того V-100 використовувалися американською поліцією.
Бронетранспортер V-100 є плаваючим. Рухався по воді він завдяки обертанню коліс.

### Серія V-150

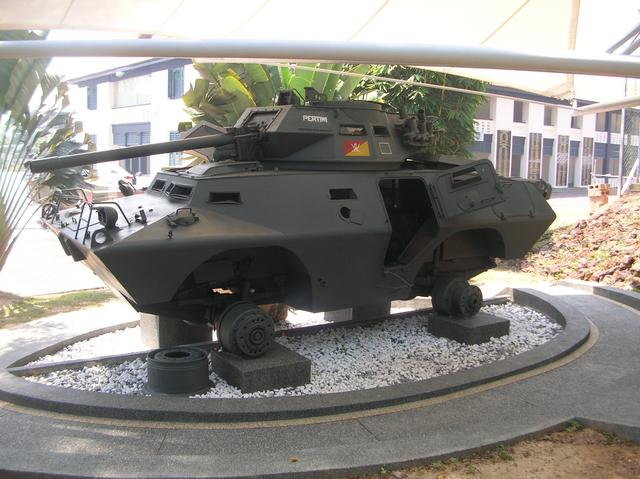
V-150

Бронетранспортер V-150 створено на основі V-200. Мав на озброєнні 20-мм або 90-мм гармату і один кулемет калібру 7.62-мм.

### Серія V-200
Бронетранспортер V-200 є збільшеною копією свого попередника V-100. У порівнянні з V-100, V-200 має більші габарити та посилену ходову частину. Це дозволяло встановлювати важче озброєння.

## Подібні бронетранспортери
- M1117 Armored Security Vehicle — модель Commando розроблена для Корпусу Військової поліції армії США
- Bravia Chaimite — модель Commando для португальської армії.
- Dragoon AFV — машина розроблена Arrowpointe Corporation (тепер підрозділ General Dynamics).
- Французький «Berliet VXB-170» створений у невеликій кількості для жандармерії та Габону
- BOV — Югославська версія, пізніше замінена на LOV-1 у колишніх країнах Югославії.
- BRDM-2 — Радянська розвідувально-дозорна машина.

## Оператори

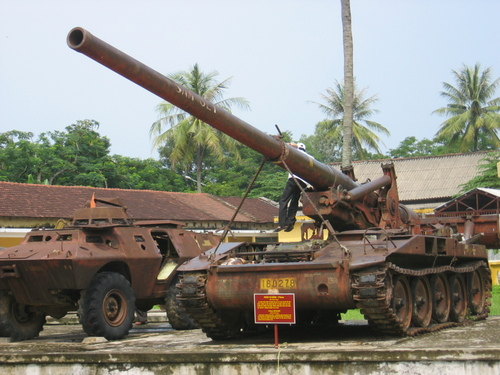
Трофейний V-100(ліворуч) у В'єтнамському музеї

V-100
- Болівія
- Ботсвана
- Камерун
- Домініканська республіка
- Гватемала
- Індонезія
- Ямайка
- Ліван
- Мексика
- Оман
- Панама
- Сомалі
- Судан
- Таїланд
- Туреччина (поліція)
- США
- Венесуела
- В'єтнам

V-150
- Чад (9 V150)
- Габон
- Гаїті — шість бронемашин, поставлені у 1973 і знищені у 1994
- Малайзія
- Філіппіни (приблизно 150 V-100 і V-150)
- Португалія (приблизно 20 V-150)
- Саудівська Аравія
- Китайська республіка (V150 і V150S)

V-200
- Сінгапур (приблизно 250 V-200)